# Чичимила
Чичимила́ (исп. Chichimilá) — посёлок в Мексике, штат Юкатан, входит в состав одноимённого муниципалитета и является его административным центром. Численность населения, по данным переписи 2010 года, составила 5528 человек.

## Общие сведения
Название Chichimilá с майянского языка можно перевести двояко: смотреть на упругую грудь или вода, где растут деревья  семейства анакардиевые.
Поселение было основано в доиспанский период, а первое упоминание относится к XVII веку, когда поселение стало энкомьендой, управляемой сеньорой Микаэлой Алькосер. В 1821 году посёлок вошёл в состав муниципалитета Вальядолид, а в 1918 году стал административным центром собственного муниципалитета. В середине XIX века многие жители посёлка участвовали в войне каст.